# Socotrana labroturrita
Socotrana labroturrita (лат.) — вид жужелиц рода Socotrana из подсемейства Cicindelinae (Cicindelini, подтриба Prothymina или Dromicina), единственный в составе монотипического рода Socotrana. Ближний Восток: эндемик острова Сокотра.

## Описание
Среднего размера жужелицы со стройным телом и длинными ногами; длина тела от 9,5 до 10 мм. Основная окраска голубовато-чёрная; надкрылья с жёлтыми отметинами. Род Socotrana близок к африканским родам Dromica Dejean, 1826 и Euryarthron Guérin-Ménéville, 1849.